# Губаново (Палкінський район)
Губаново (рос. Губаново) — присілок в Палкінському районі Псковської області Російської Федерації.
Населення становить 21 особу. Входить до складу муніципального утворення Качановська волость.

## Історія
Від 2015 року входить до складу муніципального утворення Качановська волость.

## Населення
| 2001 | 2002 | 2010 | 2016 |
| ---- | ---- | ---- | ---- |
| 23   | ↗25  | ↘18  | ↗21  |